# Bryum micans
Bryum micans är en bladmossart som beskrevs av Limpricht 1883. Bryum micans ingår i släktet bryummossor, och familjen Bryaceae. Inga underarter finns listade i Catalogue of Life.